# Hôpital Rangueil - Louis Lareng
Hôpital Rangueil - Louis Lareng  est une station de Téléo ouverte le 13 mai 2022

## Géographie
La station est située sur la commune de Toulouse dans le quartier de Rangueil sur les coteaux de Pech-David.

## Toponymie
La station porte le nom d'Hôpital Rangueil - Louis Lareng, en hommage au médecin Louis Lareng fondateur du service d'aide médicale urgente (SAMU).

## Caractéristiques
Située juste en face de l'entrée de l'hopital, c'est la seule station intermédiaire de téléphérique entre l'Université-Paul-Sabatier et l'Oncopole, elle dessert l’hôpital de Rangueil et l'hôpital Larrey ainsi que Pech-David.

### Architecture
Les stations de la ligne ont été réalisées par le cabinet d'architecte Séquences,.

## Intermodalité
- 115 par le chemin des coteaux de Pech-David[4].